# Symne
Symne (ukrainisch Зимне; russisch Зимнее/Simneje, polnisch Zimno) ist ein Dorf in der Westukraine in der Oblast Wolyn, Rajon Wolodymyr etwa 5 Kilometer südlich der Rajonshauptstadt Wolodymyr und 69 Kilometer westlich der Oblasthauptstadt Luzk am Flüsschen Luha gelegen.

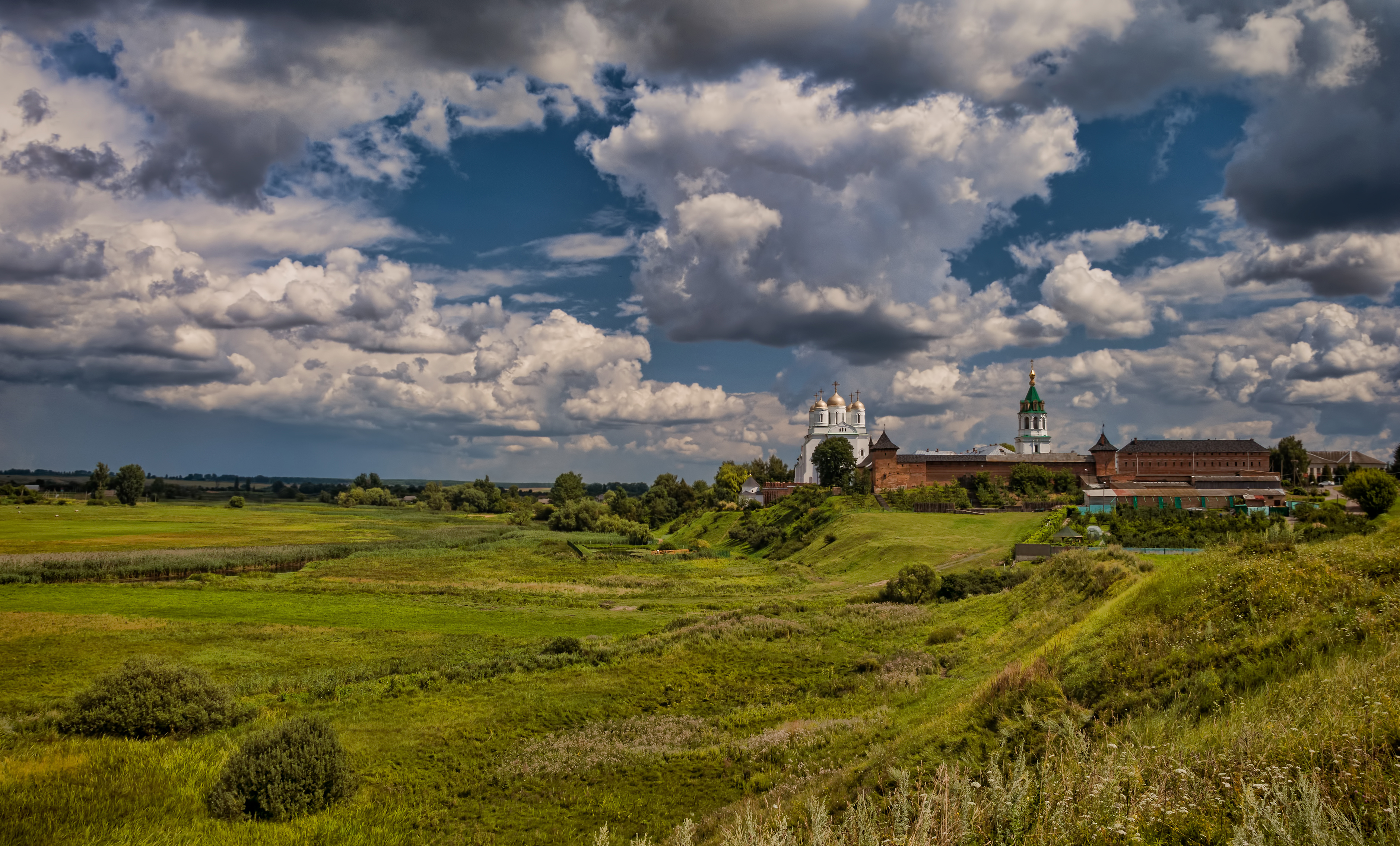
Blick auf den Ort

## Geschichte
Der Ort wird 1450 zum ersten Mal schriftlich erwähnt und gehörte bis 1793 in der Woiwodschaft Wolhynien zur Adelsrepublik Polen-Litauen. Mit den Teilungen Polens fiel der Ort an das Russische Reich und lag bis zum Ende des Ersten Weltkriegs im Gouvernement Wolhynien.
Nach dem Ersten Weltkrieg kam der Ort zu Polen (in die Woiwodschaft Wolhynien, Powiat Włodzimierz, Gmina Mikulicze), im Zweiten Weltkrieg wurde er zwischen 1939 und 1941 von der Sowjetunion besetzt. Nach dem Überfall auf die Sowjetunion im Juni 1941 wurde er dann bis 1944 von Deutschland besetzt, dies gliederte den Ort in das Reichskommissariat Ukraine in den Generalbezirk Brest-Litowsk/Wolhynien-Podolien, Kreisgebiet Wladimir Wolynsk.
Nach dem Krieg wurde der Ort der Sowjetunion zugeschlagen. Dort kam das Dorf zur Ukrainischen SSR und seit 1991 ist es ein Teil der heutigen Ukraine. Im Ort befindet sich das Kloster Symne, ein Bau aus dem 15. Jahrhundert.

## Verwaltungsgliederung
Am 5. November 2015 wurde das Dorf zum Zentrum der neugegründeten Landgemeinde Symne (Зимнівська сільська громада Symniwska silska hromada). Zu dieser zählten auch die 16 in der untenstehenden Tabelle aufgelistetenen Dörfer, bis dahin bildete das Dorf zusammen mit den Dörfern Falemytschi, Horytschiw, Oktawyn und Schystiw die gleichnamige Landratsgemeinde Symne (Зимнівська сільська рада/Symniwska silska rada) im Süden des Rajons Wolodymyr.
Am 14. August 2017 kamen noch die Dörfer Chemliw , Chmeliwka, Nechworoschtscha und Schytani zum Gemeindegebiet, am 3. August 2018 die Dörfer Chobultowa, Mykulytschi und Pidhajzi und am 12. Juni 2020 schließlich noch die Dörfer Beheta, Beresowytschi, Bobytschi, Chworostiw, Jakowytschi und Mischlissja.
Folgende Orte sind Teil der Gemeinde:
| Name                     | Name          | Name                            | Name              | Name |
| ukrainisch transkribiert | ukrainisch    | russisch                        | polnisch          |      |
| ------------------------ | ------------- | ------------------------------- | ----------------- | ---- |
| Beheta                   | Бегета        | Бегета (Begeta)                 | Beheta            |      |
| Beresowytschi            | Березовичі    | Березовичи (Beresowitschi)      | Berezowicze       |      |
| Bobytschi                | Бобичі        | Бобичи (Bobitschi)              | Babicze           |      |
| Bubniw                   | Бубнів        | Бубнов (Bubnow)                 | Bubnów            |      |
| Chmeliw                  | Хмелів        | Хмелев (Chmelew)                | Chmielów          |      |
| Chmeliwka                | Хмелівка      | Хмелевка (Chmelewka)            | Chmielówka        |      |
| Chobultowa               | Хобултова     | Хобултова                       | Chobułtów         |      |
| Chworostiw               | Хворостів     | Хворостов (Chworostow)          | Chorostów         |      |
| Falemytschi              | Фалемичі      | Фалемичи (Falemitschi)          | Falemicze         |      |
| Horytschiw               | Горичів       | Горичев (Goritschew)            | Horyczów          |      |
| Jakowytschi              | Яковичі       | Яковичи (Jakowitschi)           | Jakowicze         |      |
| Kohylne                  | Когильне      | Когильное (Kogilnoje)           | Kohilno           |      |
| Ljotnytsche              | Льотниче      | Лётничье (Ljutnitschje)         | Lotnycze          |      |
| Marija-Wolja             | Марія-Воля    | Мария-Воля                      | Marii Wola        |      |
| Markostaw                | Маркостав     | Маркостав                       | Markostaw         |      |
| Mischlissja              | Міжлісся      | Межлесье (Meschlessje)          | Władysławówka     |      |
| Mykulytschi              | Микуличі      | Микуличи (Mikulitschi)          | Mikulicze         |      |
| Nechworoschtscha         | Нехвороща     | Нехвороща (Nechworoschtscha)    | Biskupicze Ruskie |      |
| Oktawyn                  | Октавин       | Октавин (Oktawin)               | Oktawin           |      |
| Ostriwok                 | Острівок      | Островок (Ostrowok)             | Ostrówek          |      |
| Pidhajzi                 | Підгайці      | Подгайцы (Podgaizy)             | Podhajce          |      |
| Ponytschiw               | Поничів       | Поничев (Ponitschew)            | Poniczów          |      |
| Rusniw                   | Руснів        | Руснов (Rusnow)                 | Rusnów            |      |
| Schystiw                 | Шистів        | Шистов (Schistow)               | Szystów           |      |
| Schytani                 | Житані        | Житани (Schitani)               | Żytanie           |      |
| Selez                    | Селець        | Селец                           | Sielec            |      |
| Tschertschytschi         | Черчичі       | Черчичи (Tschertschitschi)      | Czerczyce         |      |
| Tschesnyj Chrest         | Чесний Хрест  | Честный Крест (Tschestny Krest) | Czestny Chrest    |      |
| Wolodymyriwka            | Володимирівка | Владимировка (Wladimirowka)     | Włodzimierzówka   |      |